# Ministrowie floty (Francja)

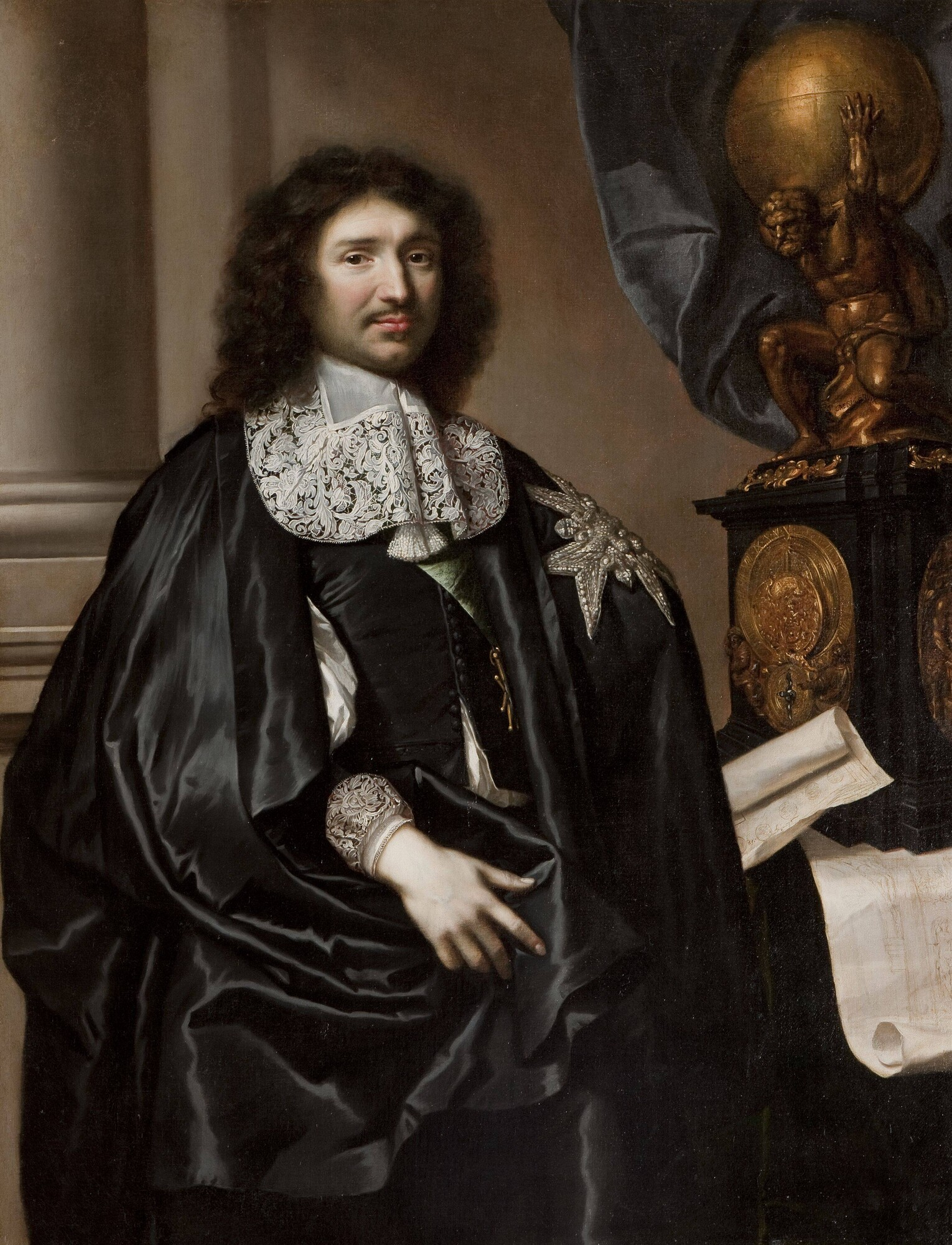
Jean-Baptiste Colbert - twórca floty wojennej Francji

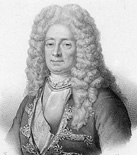
Victor Marie d’Estrées

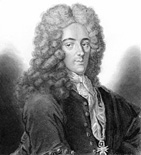
Charles Jean-Baptiste Fleuriau

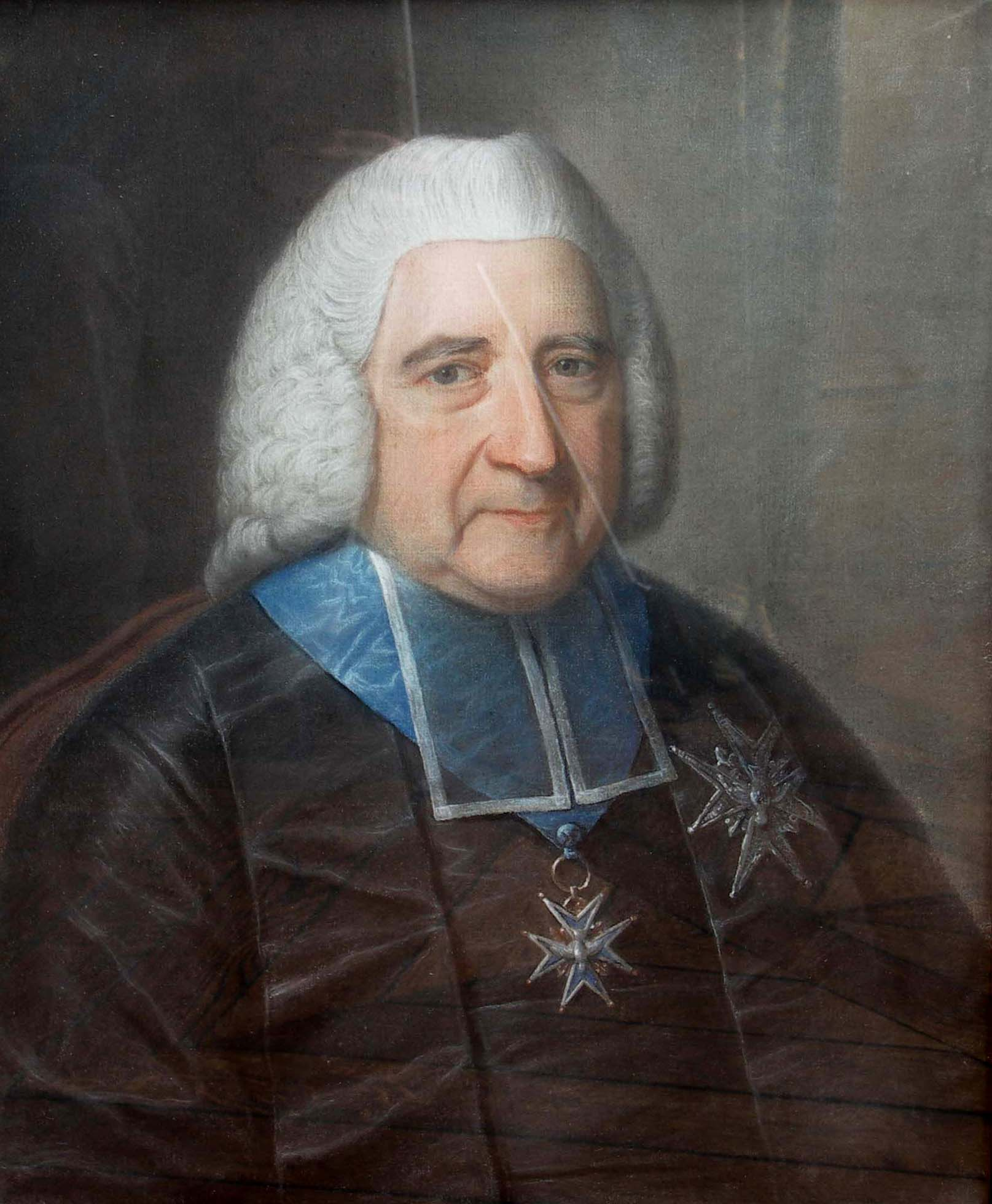
Jean-Baptiste de Machault d’Arnouville

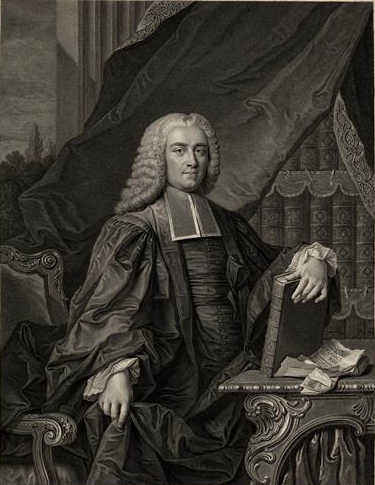
Nicolas René Berryer

## Ministrowie floty przed wprowadzeniem Sekretariatów Stanu
- 14 IX 1547 – 1558 : Cosme Clausse, pan de Marchaumont
- 1558 - X 1567 : Florimond II Robertet de Fresne, pan de Fresnes
- 1 IV 1547 – 1567 : Claude de l’Aubespine, pan d’Hauterive
- 1558 – 1567 : Jacques Bourdin
- 15 IX 1588 - 6 XI 1613 : Martin Ruze, seigneur de Beaulieu
- 7 XI 1613 - 10 VIII 1615 : Antoine de Loménie,
- 1615 - II 1643 : Henri Auguste de Loménie
- 23 II 1643 – 1662 : Henry de Guénegaud, markiz de Plancy
- 4 II 1662 – 1669 : Hugues de Lionne, markiz de Fresne

## Sekretarze stanu ds. Floty, 1683-1790
| Sekretarz                                                                                   | początek urzędowania | koniec urzędowania   |
| Jean-Baptiste Colbert, markiz de Seignelay                                                  | IX 1683              | 3 września 1690      |
| Louis Phélypeaux, hrabia de Pontchartrain                                                   | IX 1683              | ?                    |
| Jérôme Phélypeaux, hrabia de Pontchartrain                                                  | 6 września 1699      | 1 października 1715  |
| Ludwik Aleksander Burbon, hrabia Tuluzy i Victor Marie d’Estrées (Prezydenci Rad Marynarki) | 1 października 1715  | 24 września 1718     |
| Joseph Fleuriau d’Armenonville                                                              | 24 września 1718     | 28 lutego 1722       |
| Charles Jean-Baptiste Fleuriau                                                              | 28 lutego 1722       | 16 sierpnia 1723     |
| Jean-Frédéric Phélypeaux                                                                    | 16 sierpnia 1723     | 23 kwietnia 1749     |
| Antoine Louis Rouillé                                                                       | 30 kwietnia 1749     | 24 lipca 1754        |
| Jean-Baptiste de Machault d’Arnouville                                                      | 24 lipca 1754        | 1 lutego 1757        |
| François Marie Peyrenc de Moras                                                             | 1 lutego 1757        | 31 maja 1758         |
| Claude Louis d’Espinchal                                                                    | 31 maja 1758         | 31 października 1758 |
| Nicolas René Berryer                                                                        | 31 października 1758 | 13 października 1761 |
| Étienne-François de Choiseul                                                                | 13 października 1761 | 10 kwietnia 1766     |
| César Gabriel de Choiseul-Praslin                                                           | 10 kwietnia 1766     | 24 grudnia 1770      |
| Joseph Marie Terray                                                                         | 24 grudnia 1770      | 9 kwietnia 1771      |
| Pierre Étienne Bourgeois de Boynes                                                          | 9 kwietnia 1771      | 20 lipca 1774        |
| Anne-Robert-Jacques Turgot                                                                  | 20 lipca 1774        | 24 sierpnia 1774     |
| Antoine de Sartine                                                                          | 24 sierpnia 1774     | 13 października 1780 |
| Charles Eugène Gabriel de La Croix de Castries                                              | 13 października 1780 | 24 sierpnia 1787     |
| Armand Marc de Montmorin Saint-Hérem                                                        | 25 sierpnia 1787     | 24 grudnia 1787      |
| César Henri, hrabia de La Luzerne                                                           | 24 grudnia 1787      | 13 lipca 1789        |
| Arnaud de Laporte                                                                           | 13 lipca 1789        | 16 lipca 1789        |
| César Henri, hrabia de La Luzerne                                                           | 16 lipca 1789        | 26 października 1790 |

## Ministrowie Floty i kolonii, 1790-1893
| Minister                                         | początek urzędowania | koniec urzędowania   |
| Charles Pierre Claret de Fleuriau                | 26 października 1790 | 17 maja 1791         |
| Antoine Jean Marie Thévenard                     | 17 maja 1791         | 18 września 1791     |
| Claude Antoine Valdec de Lessart                 | 18 września 1791     | 7 października 1791  |
| Antoine François, hrabia Bertrand de Molleville  | 7 października 1791  | 16 marca 1792        |
| Jean de Lacoste                                  | 16 marca 1792        | 21 lipca 1792        |
| François Joseph de Gratet, wicehrabia Dubouchage | 21 lipca 1792        | 10 sierpnia 1792     |
| Gaspard Monge                                    | 10 sierpnia 1792     | 10 kwietnia 1793     |
| Jean Dalbarade                                   | 10 kwietnia 1793     | 2 lipca 1795         |
| Jean-Claude Redon de Beaupréau (komisarz)        | 2 lipca 1795         | 4 listopada 1795     |
| Laurent Truguet                                  | 4 listopada 1795     | 15 lipca 1797        |
| Georges René Le Peley de Pléville                | 15 lipca 1797        | 27 kwietnia 1798     |
| Étienne Eustache Bruix                           | 27 kwietnia 1798     | 4 marca 1799         |
| Charles-Maurice de Talleyrand-Périgord           | 7 marca 1799         | 2 lipca 1799         |
| Marc Antoine Bourdon de Vatry                    | 2 lipca 1799         | 22 listopada 1799    |
| Pierre Alexandre Laurent Forfait                 | 22 listopada 1799    | 3 października 1801  |
| Denis Decrès                                     | 3 października 1801  | 1 kwietnia 1814      |
| Pierre-Victor, baron Malouet                     | 3 kwietnia 1814      | 7 września 1814      |
| Jacques, hrabia Beugnot                          | 7 września 1814      | 20 marca 1815        |
| Denis, książę Decrès                             | 20 marca 1815        | 7 lipca 1815         |
| François Arnail, hrabia de Jaucourt              | 9 lipca 1815         | 26 września 1815     |
| François Joseph de Gratet, wicehrabia Dubouchage | 26 września 1815     | 23 kwietnia 1817     |
| Laurent, markiz de Gouvion Saint-Cyr             | 23 kwietnia 1817     | 12 września 1817     |
| Mathieu Louis, hrabia Molé                       | 12 września 1817     | 29 grudnia 1818      |
| Pierre Barthélemy, baron Portal                  | 29 grudnia 1818      | 14 grudnia 1821      |
| Aimé, książę de Clermont-Tonnerre                | 14 grudnia 1821      | 4 sierpnia 1824      |
| Christophe, hrabia de Chabrol de Crouzol         | 4 sierpnia 1824      | 3 marca 1828         |
| Jean-Guillaume, baron Hyde de Neuville           | 3 marca 1828         | 8 sierpnia 1829      |
| Henri Gauthier, hrabia de Rigny                  | 8 sierpnia 1829      | 23 sierpnia 1829     |
| Charles Lemercier de Longpré, baron d'Haussez    | 23 sierpnia 1829     | 31 lipca 1830        |
| Henri Gauthier, hrabia de Rigny                  | 31 lipca 1830        | 11 sierpnia 1830     |
| Horace François Bastien, baron Sébastiani        | 11 sierpnia 1830     | 17 listopada 1830    |
| Antoine, hrabia d'Argout                         | 17 listopada 1830    | 3 marca 1831         |
| Henri Gauthier, hrabia de Rigny                  | 3 marca 1831         | 4 kwietnia 1834      |
| Albin Reine, baron Roussin                       | 4 kwietnia 1834      | 19 maja 1834         |
| Louis Léon, hrabia Jacob                         | 19 maja 1834         | 10 listopada 1834    |
| Charles, baron Dupin                             | 1 listopada 1834     | 18 listopada 1834    |
| Victor Guy, baron Duperré                        | 18 listopada 1834    | 6 września 1836      |
| Claude Charles Marie du Campe de Rosamel         | 6 września 1836      | 31 marca 1839        |
| Jean Marguerite Tupinier                         | 31 marca 1839        | 12 maja 1839         |
| Victor Guy, baron Duperré                        | 12 maja 1839         | 1 marca 1840         |
| Albin Reine, baron Roussin                       | 1 marca 1840         | 29 października 1840 |
| Victor Guy, baron Duperré                        | 29 października 1840 | 7 lutego 1843        |
| Albin Reine, baron Roussin                       | 7 lutego 1843        | 24 lipca 1843        |
| Ange René Armand, baron de Mackau                | 24 lipca 1843        | 9 maja 1847          |
| Napoléon Auguste Lannes, książę de Montebello    | 9 maja 1847          | 24 lutego 1848       |
| François Arago                                   | 24 lutego 1848       | 11 maja 1848         |
| Joseph Grégoire Cazy                             | 11 maja 1848         | 28 czerwca 1848      |
| Jules Bastide                                    | 28 czerwca 1848      | 17 lipca 1848        |
| Raymond Verninac de Saint-Maur                   | 17 lipca 1848        | 20 grudnia 1848      |
| Alexandre César Victor Charles Destutt de Tracy  | 20 grudnia 1848      | 31 października 1849 |
| Joseph Romain-Desfossés                          | 31 października 1849 | 9 stycznia 1851      |
| Théodore Ducos                                   | 9 stycznia 1851      | 24 stycznia 1851     |
| Auguste Nicolas Vaillant                         | 24 stycznia 1851     | 10 kwietnia 1851     |
| Justin de Chasseloup-Laubat                      | 10 kwietnia 1851     | 26 października 1851 |
| Hippolyte Fortoul                                | 26 października 1851 | 3 grudnia 1851       |
| Théodore Ducos                                   | 3 grudnia 1851       | 17 kwietnia 1855     |
| Ferdinand Hamelin                                | 19 kwietnia 1855     | 24 listopada 1860    |
| Justin de Chasseloup-Laubat                      | 24 listopada 1860    | 20 stycznia 1867     |
| Charles Rigault de Genouilly                     | 20 stycznia 1867     | 4 września 1870      |
| Maurice Fourichon                                | 4 września 1870      | 19 lutego 1871       |
| Louis Marie Alexis Pothuau                       | 19 lutego 1871       | 25 maja 1873         |
| Charles Dompierre d'Hormoy                       | 25 maja 1873         | 22 maja 1874         |
| Louis Raymond de Montaignac de Chauvance         | 22 maja 1874         | 9 marca 1876         |
| Martin Fourichon                                 | 9 marca 1876         | 17 maja 1877         |
| Albert Gicquel des Touches                       | 23 maja 1877         | 23 listopada 1877    |
| Albert Roussin                                   | 23 listopada 1877    | 13 grudnia 1877      |
| Louis Marie Alexis Pothuau                       | 13 grudnia 1877      | 4 lutego 1879        |
| Jean Bernard Jauréguiberry                       | 4 lutego 1879        | 23 września 1880     |
| Georges Charles Cloué                            | 23 września 1880     | 14 listopada 1881    |
| Auguste Gougeard (tylko minister marynarki)      | 14 listopada 1881    | 30 stycznia 1882     |
| Jean Bernard Jauréguiberry                       | 30 stycznia 1882     | 29 stycznia 1883     |
| François de Mahy                                 | 31 stycznia 1883     | 21 lutego 1883       |
| Charles Brun                                     | 21 lutego 1883       | 9 sierpnia 1883      |
| Alexandre Louis François Peyron                  | 9 sierpnia 1883      | 6 kwietnia 1885      |
| Charles Eugène Galiber                           | 6 kwietnia 1885      | 7 stycznia 1886      |
| Théophile Aube                                   | 7 stycznia 1886      | 30 maja 1887         |
| Édouard Barbey                                   | 30 maja 1887         | 12 grudnia 1887      |
| François de Mahy                                 | 12 grudnia 1887      | 5 stycznia 1888      |
| Jules François Émile Krantz                      | 5 stycznia 1888      | 22 lutego 1889       |
| Benjamin Jaurès                                  | 22 lutego 1889       | 13 marca 1889        |
| Jules François Émile Krantz                      | 19 marca 1889        | 10 listopada 1889    |
| Édouard Barbey                                   | 10 listopada 1889    | 27 lutego 1892       |
| Godefroy Cavaignac                               | 27 lutego 1892       | 12 lipca 1892        |
| Auguste Burdeau                                  | 12 lipca 1892        | 11 stycznia 1893     |

## Ministrowie Marynarki, 1893-1947
| Minister                               | początek urzędowania | koniec urzędowania   |
| Adrien Barthélemy Louis Henri Rieunier | 12 stycznia 1893     | 3 grudnia 1893       |
| Auguste Alfred Lefèvre                 | 3 grudnia 1893       | 30 maja 1894         |
| Félix François Faure                   | 30 maja 1894         | 17 stycznia 1895     |
| Armand Louis Charles Gustave Besnard   | 17 stycznia 1895     | 1 listopada 1895     |
| Édouard Locroy                         | 1 listopada 1895     | 29 kwietnia 1896     |
| Armand Louis Charles Gustave Besnard   | 29 kwietnia 1896     | 28 czerwca 1898      |
| Édouard Locroy                         | 28 czerwca 1898      | 22 czerwca 1899      |
| Jean-Marie de Lanessan                 | 22 czerwca 1899      | 7 czerwca 1902       |
| Charles Camille Pelletan               | 7 czerwca 1902       | 24 stycznia 1905     |
| Gaston Thomson                         | 24 stycznia 1905     | 22 października 1908 |
| Alfred Picard                          | 22 października 1908 | 24 lipca 1909        |
| Auguste Boué de Lapeyrère              | 24 lipca 1909        | 2 marca 1911         |
| Théophile Delcassé                     | 2 marca 1911         | 21 stycznia 1913     |
| Pierre Baudin                          | 21 stycznia 1913     | 9 grudnia 1913       |
| Ernest Monis                           | 9 grudnia 1913       | 20 marca 1914        |
| Armand Gauthier de l'Aude              | 20 marca 1914        | 9 czerwca 1914       |
| Émile Chautemps                        | 9 czerwca 1914       | 13 czerwca 1914      |
| Armand Gauthier de l'Aude              | 13 czerwca 1914      | 3 sierpnia 1914      |
| Victor Augagneur                       | 3 sierpnia 1914      | 29 października 1915 |
| Lucien Lacaze                          | 29 października 1915 | 2 sierpnia 1917      |
| Charles Chaumet                        | 10 sierpnia 1917     | 16 listopada 1917    |
| Georges Leygues                        | 16 listopada 1917    | 20 stycznia 1920     |
| Adolphe Landry                         | 20 stycznia 1920     | 16 stycznia 1921     |
| Gabriel Guist'hau                      | 16 stycznia 1921     | 15 stycznia 1922     |
| Flaminius Raiberti                     | 15 stycznia 1922     | 29 marca 1924        |
| Maurice Brokanowski                    | 29 marca 1924        | 9 czerwca 1924       |
| Désiré Ferry                           | 9 czerwca 1924       | 14 czerwca 1924      |
| Jacques-Louis Dumesnil                 | 14 czerwca 1924      | 17 kwietnia 1925     |
| Émile Borel                            | 17 kwietnia 1925     | 28 listopada 1925    |
| Georges Leygues                        | 28 listopada 1925    | 19 lipca 1926        |
| René Renoult                           | 19 lipca 1926        | 23 lipca 1926        |
| Georges Leygues                        | 23 lipca 1926        | 21 lutego 1930       |
| Albert Sarraut                         | 21 lutego 1930       | 2 marca 1930         |
| Jacques-Louis Dumesnil                 | 2 marca 1930         | 13 grudnia 1930      |
| Albert Sarraut                         | 13 grudnia 1930      | 27 stycznia 1931     |
| Charles Dumont                         | 27 stycznia 1931     | 20 lutego 1932       |
| Georges Leygues                        | 3 czerwca 1932       | 2 września 1933      |
| Albert Sarraut                         | 6 września 1933      | 30 stycznia 1934     |
| Louis de Chappedelaine                 | 30 stycznia 1934     | 9 lutego 1934        |
| François Piétri                        | 9 lutego 1934        | 4 czerwca 1936       |
| Alphonse Gasnier-Duparc                | 4 czerwca 1936       | 22 czerwca 1937      |
| César Campinchi                        | 22 czerwca 1937      | 18 stycznia 1938     |
| William Bertrand                       | 18 stycznia 1938     | 13 marca 1938        |
| César Campinchi                        | 13 marca 1938        | 16 czerwca 1940      |
| François Darlan                        | 16 czerwca 1940      | 18 kwietnia 1942     |
| Gabriel Auphan                         | 18 kwietnia 1942     | 18 listopada 1942    |
| Jean-Marie Charles Abrial              | 18 listopada 1942    | 26 marca 1943        |
| Henri Bléhaut                          | 26 marca 1943        | 20 sierpnia 1944     |
| Louis Jacquinot                        | 10 września 1944     | 21 listopada 1945    |